# Gask Ridge

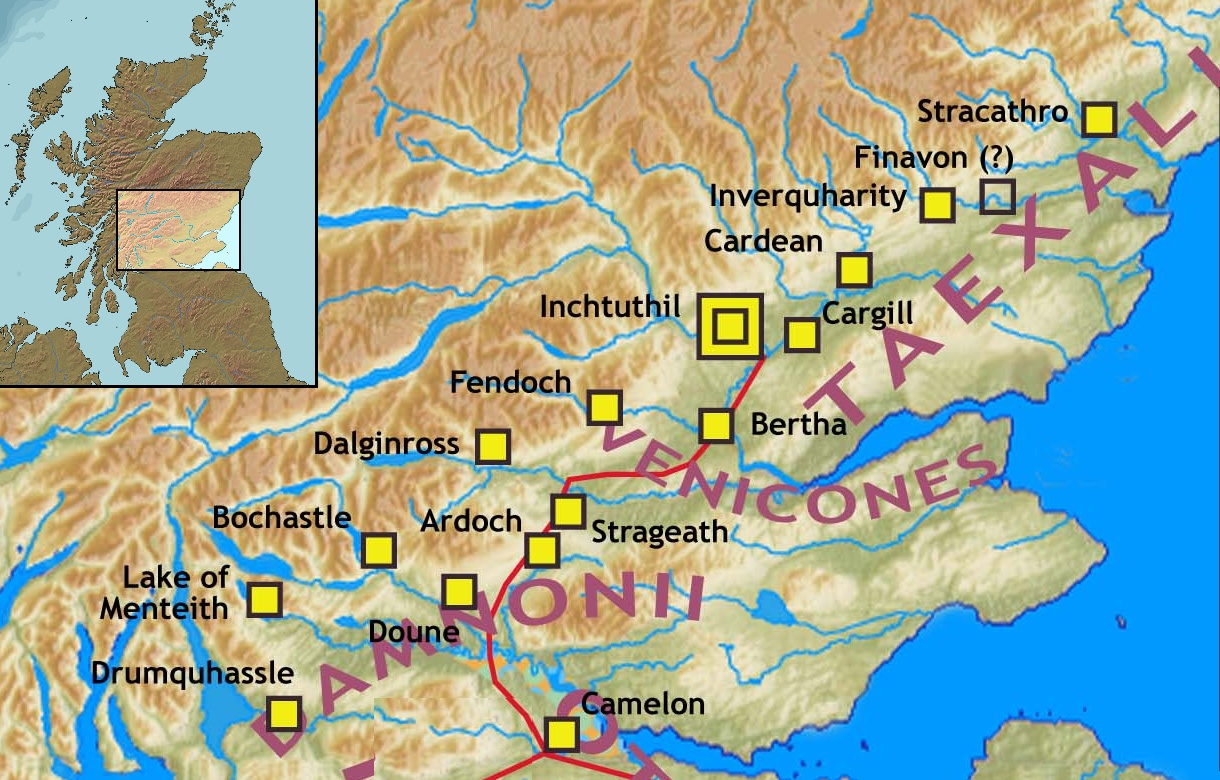
Il "Gask Ridge" con i suoi Forti e Fortini

Gask Ridge (traducibile in italiano come dorsale o crinale di Gask, dal nome dell'area collinare che si estende a nord del fiume Earn in Perthshire) è il nome moderno dato ad una serie di fortificazioni edificate dai Romani, ad est delle Highlands scozzesi ed a nord del limes del Forth-Clyde, costituito per la prima volta dopo le campagne militari di Agricola a nord dell'antica provincia della Britannia.

## Struttura
Il Gask ridge consisteva in una serie di forti e fortini con torri di segnalazione che partivano da nord a sud: Stracathro e Inverquharity (forte presunto), Cardean, Cargill ( I e II), fino alla fortezza legionaria di Inchtuthill, poi Bertha, Midgate (forte presunto), Fendoch, Dalginross, Strageath, Kaims Castle (forte presunto), Ardoch, Glenbank, Doune, Bochastle, Bochastle, Drumquhassle e Camelon.
Elenco dei Forti militari del Gask ridge Archiviato il 6 febbraio 2009 in Internet Archive. e le relative cartine Archiviato il 6 febbraio 2009 in Internet Archive.: 
- n.1 sud, su theromangaskproject.org.uk. URL consultato il 19 dicembre 2008 (archiviato dall'url originale il 28 agosto 2008).
- n.2 centro-sud, su theromangaskproject.org.uk. URL consultato il 19 dicembre 2008 (archiviato dall'url originale il 28 agosto 2008).
- n.3 centro-nord, su theromangaskproject.org.uk. URL consultato il 19 dicembre 2008 (archiviato dall'url originale il 28 agosto 2008).
- n.4 nord Archiviato il 28 agosto 2008 in Internet Archive..

## Storia
L'inizio della costruzione di questa linea di fortificazioni avvenne al termine del mandato dell'allora governatore della Britannia Gneo Giulio Agricola nell'83 e durò fino al ritiro provvisorio dei Romani dalla Caledonia settentrionale, avvenuto pochi anni più tardi attorno all'88 - 92.
Agricola inoltre creò una serie di fortificazioni a nord del Gask Ridge fino a Cawdor, vicino ad Inverness.
In seguito tale linea di fortificazioni del Gask Ridge fu riattivata con la costruzione del vicino vallo Antonino degli anni 142-144, ma fu abbandonata ancora una volta a vantaggio vallo di Adriano nel 163 durante il principato di Marco Aurelio.
Successivamente fu ancora rioccupata dalle forze romane durante le campagne di Settimio Severo degli anni 208-211.
Pochi anni più tardi era definitivamente abbandonata.